# Дюкенс Назон
Дюкенс Назон (фр. Duckens Nazon, нар. 7 квітня 1994, Шатне-Малабрі) — французький та гаїтянський футболіст, нападник клубу «Кайсеріспор».
Виступав за низку французьких нижчолігових команд, а також національну збірну Гаїті.

## Клубна кар'єра
Народився 7 квітня 1994 року в передмісті Парижа Шатне-Малабрі. Вихованець юнацьких команд футбольних клубів «Ванн» та «Лор'ян».
У дорослому футболі дебютував 2011 року виступами за другу команду клубу «Ванн», в якій провів один сезон. У 2012 приєднався до клубу «Лор'ян», за дубль якого відіграв наступний сезон своєї ігрової кар'єри. 2013 року уклав контракт з клубом «Руа-Нуайон», де також виступав протягом одного року.
З 2014 року один сезон захищав кольори команди клубу «Сен-Кантен». В новому клубі був серед найкращих голеодорів, відзначаючись забитим голом в середньому майже в кожній грі чемпіонату.
До складу клубу «Лаваль» приєднався 2015 року. Відіграв за команду з Лаваля 14 матчів в національному чемпіонаті.
Після чотиримісячних виступів за індійський «Керала Бластерс» у січні 2017 перейшов до англійського клубу «Вулвергемптон Вондерерз». Після півроку виступів за дубль був двічі відданий в оренду: спочатку на півроку до клубу Другої ліги (четвертий дивізіон) «Ковентрі Сіті», а потім  до клубу Першої ліги «Олдем Атлетік».
14 червня 2018 року, Дюкенс уклав трирічний контракт із бельгійським клубом «Сінт-Трейден». У січня 2019 року на правах оренди перейшов до шотландської команди «Сент-Міррен».
26 липня 2021 року, Назон на правах вільного агента перейшов до французького клубу «Кевії».
З 2022 по 2024 роки нападник захищав кольори болгарського клубу ЦСКА (Софія).
З 2024 року виступає в Туреччині за місцевий «Кайсеріспор».

## Виступи за збірні
2013 року залучався до складу молодіжної збірної Гаїті. На молодіжному рівні зіграв у 2 офіційних матчах.
2014 року дебютував в офіційних матчах у складі національної збірної Гаїті. Наразі провів у формі головної команди країни 14 матчів, забивши 4 голи.
У складі збірної був учасником Золотого кубка КОНКАКАФ 2015 року у США і Канаді, Кубка Америки 2016 року у США.